# Alfred Durand-Claye
Alfred Augustin Durand-Claye (Parigi, 10 luglio 1841 – Parigi, 27 aprile 1888) è stato un ingegnere francese.

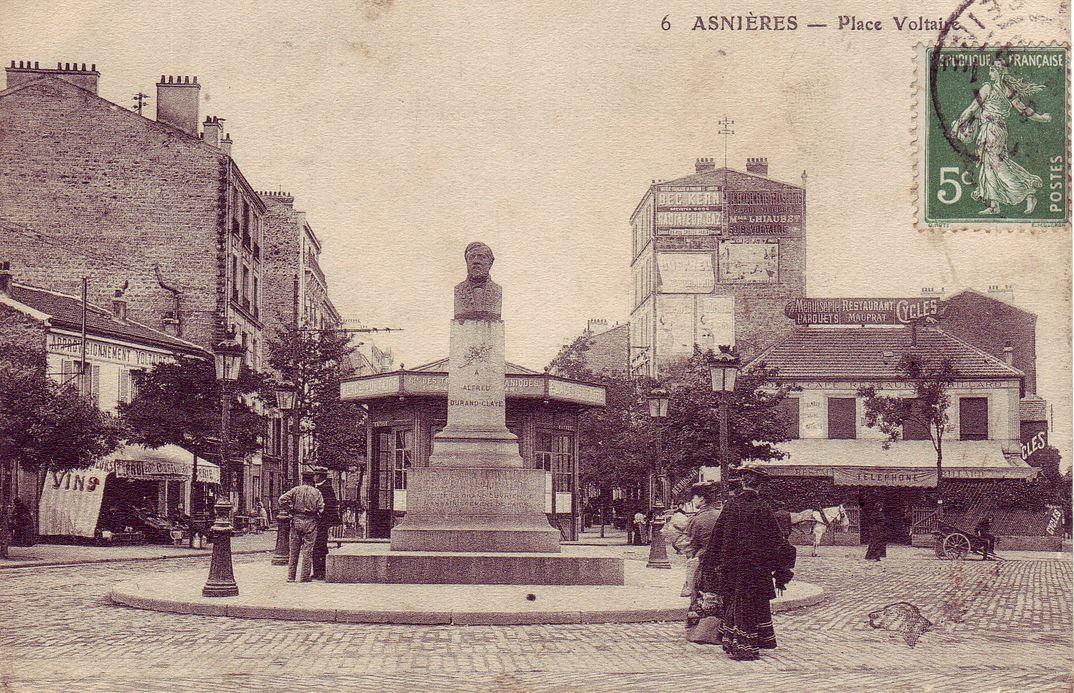
Busto di Alfred Durand-Claye ad Asnieres

Capo ingegnere della città di Parigi, collaboratore di Jean-Charles Alphand, fu l'artefice della realizzazione dei servizi igienico-sanitari di Parigi.

## Biografia
Era il secondogenito di Denis Agricola Durand-Claye (1794–1847), avvocato, poi capo divisione al ministero della giustizia e giudice di pace a Parigi, e di Joséphine Esther Maréchal (deceduta nel 1874), figlia di un vice prefetto di Dreux.
Nel 1851 entrò al Collège Sainte-Barbe di Parigi dove, quando ne uscì, riceve il premio eccezionale della Association amicale des anciens barbistes, un premio che non viene assegnato annualmente, ma che viene dato solo allo studente eccezionale che lo merita con la sua condotta e il suo successo.
Come suo fratello maggiore, entrò per la prima volta nella École polytechnique nel 1861, da cui si diplomò nel 1863 per entrare nella École des ponts et chaussées dove conseguì la laurea come primo del corso nel 1866.
Nel novembre 1866 fu nominato ingegnere ordinario di 3ª classe. Venne messo al servizio della città di Parigi per ordine di Bellegrand, direttore delle acque e delle fognature per studiare in particolare le questioni relative all'uso di fognature e al risanamento della Senna. Responsabile dell'intera rete fognaria, gli si deve un progetto di scarico dei liquami di Parigi nella foresta di Saint-Germain-en-Laye.
Nell'aprile 1873 fu nominato ingegnere di 2ª classe ed anche professore all'École des ponts et chaussées e alla École nationale supérieure des beaux-arts dove insegnò stereotomia dal 1868.
Il 3 febbraio 1875, venne insignito con l'onorificenza di cavaliere della Legion d'onore e il 29 dicembre 1885 con quella di ufficiale.
Sofferente di artrite reumatoide, morì di embolia il 27 aprile 1888. I suoi funerali si svolsero lunedì 30 aprile nella Chiesa della Sainte-Trinité e fu sepolto nel Cimitero di Montmartre. Diverse orazioni funebri vennero pronunciate sulla sua tomba: da Alphonse Darlot, presidente del Consiglio comunale di Parigi, da Eugène Poubelle, prefetto della Senna, da Jean-Charles Alphand, direttore delle opere della città di Parigi, da Lagrange, ispettore al servizio del dipartimento della Senna, da Paul Dubois, della Scuola di Belle Arti, da Pillet, a nome dei suoi amici e da Émile Trélat, direttore della scuola speciale di architettura. Georges Bechmann gli succedette a capo del servizio delle acque e delle fognature della città di Parigi.

## Pubblicazioni
- Stabilité des voûtes en maçonnerie (1867)
- Mille et Alfred Durand-Claye, Note sur les essais d'utilisation et d'épuration des eaux d'égout de Paris (1869)
- Mémoire sur l'assainissement de la ville de Bruxelles (1870)
- Situation de la question des eaux d'égout et de leur emploi agricole en France et à l'étranger (1873)
- Assainissement de la Seine (1875)
- État de la question des eaux d'égout en France et à l'étranger (1877)
- Les travaux d'assainissement de Danzig, Berlin, Breslau (1881)
- Rapport sur le matériel et les procédés des industries agricoles et forestières, Ministère de l'agriculture et du commerce (1880)
- Vidanges et égouts (1883)
- L'épidémie de fièvre typhoïde à Paris en 1882 : études statistiques (1883)
- Hydraulique agricole et génie rural, su patrimoine.enpc.fr., con Félix Launay